# Domagoj Janković
Domagoj Janković (Zagreb, 1986) hrvatski je kazališni, filmski i televizijski glumac.

## Životopis
Diplomirao je na Akademiji dramske umjetnosti u Zagrebu 2015. godine u klasi profesora Krešimira Dolenčića. Profesionalnu karijeru započeo je 2012. predstavom Adio Kauboju na Splitskom ljetu u režiji Ivice Buljana. Od tada do danas sudjeluje u više od stotinjak kazališnih produkcija.
2018. godine zajedno sa producenticom Romanom Brajša i redateljem Ivanom Planinićem osniva KunstTeatar s ciljem stvaranja novog prostora za generacijski bliske autore a u svrhu razvoja neinstitucionalne suvremene umjetnosti. Igra u mnogim kazališnim predstavama KunstTeatra kao što su Dobar, loš, mrtav, Flex, Dobar, loš, mrtav 2: pakao... Često igra u predstavama redatelja Ivana Penovića, pa je tako i dio ansambla kultne predstave Teatra &TD Katalonac. 
2024. godine postaje dio ansambla Gradskog dramskog kazališta Gavella, no i dalje nastavlja raditi na nizu kazališnih projekata na nezavisnoj kazališnoj sceni surađujući sa redateljima kao što su Branko Brezovac, Zlatko Burić Kićo, Damir Bartol Indoš,  Borut Šeparović, Matija Ferlin, Miran Kurspahić i mnogi drugi.

## Sinkronizacija
- "Nerazdvojni" kao Sunce (2024.)

## Vanjske poveznice
- Domagoj Janković u internetskoj bazi filmova IMDb-u (engl.)